# Burgstall Singenbach
Der Burgstall Singenbach ist eine abgegangene frühmittelalterliche Höhenburg in Singenbach, einem Gemeindeteil der Gemeinde Gerolsbach im Landkreis Pfaffenhofen an der Ilm von Bayern. Die Anlage wird als Bodendenkmal unter der Aktennummer D-1-7534-0178 als „Burgstall des Mittelalters“ geführt.

## Lage
Der Burgstall liegt in Höhenlage auf 474 m ü. NHN unmittelbar westlich der Filialkirche St. Stephan in Singenbach. Im Urkataster von Bayern ist eine ovale Anlage mit einer Länge von 60 m und einer Breite von ca. 50 m zu erkennen. Die Anlage ist modern überbaut.